# コックス事件
コックス事件（コックスじけん）は、1940年7月27日に、日本各地で在留英国人11人が憲兵隊に軍機保護法違反容疑で一斉に検挙され、7月29日にそのうちの1人でロイター通信東京支局長のM.J.コックスが東京憲兵隊の取り調べ中に憲兵司令部の建物から飛び降り、死亡した事件。同日、日本の外務省が英国人の逮捕とコックスの死亡を発表し、死因を自殺と推定した。
同月末までに事件に関連して英国人計14人が逮捕され、死亡したコックスのほか、10人には同年10月初に刑罰が言い渡され（うち7人は7月末までに解放）、3人は10月時点で取調中として引き続き拘留された。同年8月初に英国は報復としてロンドン・香港・シンガポール・ヤンゴンで日本人計10人を逮捕・拘束し、その後釈放・国外追放処分とした。
事件は日本国内で「憲兵隊による英国人スパイ網の弾圧事件」として報道され、陸軍の親独伊派が推進していた国民の排英・防諜意識高揚を助長する結果となった。英米の新聞は英国人の一斉検挙を、ドイツによる英国攻撃を背景とした日本国内の親独伊派による親英米派への攻撃、英国への挑発行為として伝えた。

## 事件

### 英国人の一斉検挙
1940年7月27日に、日本国内の5つの都市で憲兵隊が在留英国人11人を逮捕した。
- 東京では、東京憲兵隊がロイター通信の東京支局長メルヴィル・ジェームズ・コックス（Melville James Cox）と在日本英国産業連合会（英語版）代表C.H.N.ジェームズ英海軍予備大佐[3]を軍機保護法違反容疑で逮捕した[4][2][5]。コックスは27日8時に茅ヶ崎の海辺の別荘で逮捕された[6]。
- 神戸では、英国協会（the British Association）代表でインペリアル・ケミカル・インダストリーズの支店長ホルダー（Holder）と、2人の会社員：E.W.ジェームズ[注釈 2]、F.M.ジョナス（Jonas）およびフレイザー・アンド・カンパニー（Frazer and Co.）の大阪・神戸支店長J.F.ドラモンド（Drummond）ならびに亜細亜石油会社（英語版）の社員L.T.ウォーレイ（Woolley）[注釈 3][注釈 4]が逮捕された[7][2][5]。
- 大阪では、神戸で羊毛卸売業を営むマクノートン社のオーナーでギリシャ名誉領事のB.E.マクノートン（MacNaughton）The Straits Times & 1940-10-01[注釈 5]と神戸の海運業者ニッケル・エンド・ライオンス株式会社[8]の総支配人J.F.ジェームズが逮捕された[2][5]。
- 長崎では、蒸気船による運送業を営む瓜生商会の代理人で、スウェーデン・ノルウェー・ポルトガル名誉領事のヴァーニャ・リンガー（Vanya Ringer）[9]、下関で、瓜生商会の社員でギリシャ名誉領事のマイケル・C・リンガー（Michael C. Ringer）の兄弟が逮捕された[10][11]。

当初、事件の報道は規制されており、東京支局長であるコックスを逮捕されたロイター通信が、コックスが「軍事上の理由」で逮捕されたことを海外に伝えた。28日午後には、クレイギー駐日英国大使と松岡洋右外務大臣との会談の中で英国人の逮捕について話し合われたが、覚書には英国人の逮捕に関する事項は記載されなかった。

### コックスの死

#### 第1報
1940年7月29日、日本の外務省は、陸軍大臣と司法大臣にかわり「27日に憲兵隊が日本全国に広がる英国のスパイ網摘発の第1段階として英国人11人を逮捕した」と発表した。
同日、同盟通信が、東京で憲兵隊の取り調べを受けていたコックスが憲兵司令部2階の窓から飛び降り、その際の受傷が原因で1時間45分後に死亡したこと、憲兵隊がコックスを制止しようとしたが失敗したこと、懲罰を免れないと考えたことがコックスの行動に影響したとみられることを伝えた。

#### 陸軍省の発表
同日夜には陸軍省と司法省の連名で、事件に関して、
- コックスは同日14時5分に憲兵司令部の建物2階から飛び降り、15時45分に死亡したこと
- コックスの死因は、懲罰を免れないことを確信したことによる自殺とみられること
- メモには

と書かれていたこと
が発表された。

#### 特高課長の回想
当時東京憲兵隊の特高課長だった大谷敬二郎は、戦後の回想の中で、コックスの死について下記のように記している。
- コックスはその日の午前中に特高課外事班（班長・野村大尉）の取調べを受けた後、12時半頃、休憩中に、監視兵の不意をついて突然憲兵司令部3階の窓から後庭に飛び降りた[14]。
- コックスは憲兵司令部3階の医務室に運ばれたが、頭蓋骨を損傷しており、意識不明でうめき声を上げていた[15]。駆け付けたコックス夫人が取り乱して「夫が憲兵隊に殺された」と大声で叫んでいた[15]。
- コックスは同日15時過ぎに死亡した[16]。
- コックスのズボンの中には遺書らしきメモがあり、夫人が差入れた弁当の包紙として使われていた同盟通信の速報のタイプ刷りの古いザラ紙裏に「私はもうだめだ、憲兵隊ではまことによいもてなしをうけて感謝している。」と書かれていた[17][注釈 7]。
- 同日18時頃、英国領事と医師が死体検分を行い、英国領事はコックスが飛び降りた現場も視察し、憲兵隊が用意した「屍体受領書」にサインして帰った[18]。取調べの進行には特に注意したつもりで、虐待や拷問の痕跡は確認されなかったはず[18]。
- 同日20時頃、聖路加病院から人が来て遺体を引き取った[19]。
- 事件後、憲兵隊では外事主任将校以下、監視兵に至るまでが懲戒処分を受けた[20]。

#### ロイター電
ロイター通信は、29日付けでコックスの死を報じ、独自の情報として、コックスには外部からの食料や書籍の差入れが許可されており、入浴の希望は拒否されていたが、憲兵隊での扱いは良かった、と伝えた。

#### 葬儀と筆禍事件
7月31日に東京の聖アンデレ教会で行われたコックスの葬儀には、各国の大使館関係者や同盟通信の古野社長をはじめ報道関係者ら約200人が参列した。
同日夕方、コックスの葬儀で棺側葬送者を務めたAP通信の東京支局長で米国人のG.R.モーリン（Morin）が「コックスの死に関連して虚偽・無根拠なニュースを報道した」として憲兵隊の「尋問」を受け、同日深夜に「謝罪」して解放された。

### 続報
7月30日の日本政府の閣議では、東條英機陸軍大臣からコックスの死と「英国の日本における諜報網」について詳しい報告がなされ、閣議後、陸軍大臣と外務大臣・海軍大臣の間で「懸案の外交問題について」意見が交わされた後、松岡外相が近衛首相と会って「英国スパイ事件」に対してどのような外交手段をとり得るかを話し合った。
同じ30日には日本の警察が、人数は公表せずにスパイ容疑で在留外国人を逮捕したことを発表し、さらに2人の英国人：神戸でクリフォード・ウヰルキンソン・タンサン鉱泉の経営者H.C.W.プライス（Price）、長崎で長崎高等商業学校の講師W.P.C. de トラフォード（Trafford）が逮捕されていたことが明らかになった。
同月31日には、ライジングサン石油の横浜支店長イーリィ（Ely）が逮捕されていたことが判明した。

### 英国の報復
7月30日に、クレイギー大使から報告を受けた英外務省（外務大臣・ハリファックス子爵）は、「コックスの『自殺』はスパイ活動への関与を認めた結果」だとした日本政府の見解に反発し、日本政府による「全国的な英国のスパイ網」の主張には根拠がなく、逮捕されたのは政治活動と関わりのない民間人であり、一斉逮捕は日本国内の軍国主義者の宣伝・政治活動の一環として行われた政治的な挑発だと表明、翌日クレイギーを通じて日本政府に抗議し、自らも駐英日本大使を呼んで抗議した。
8月1日に英外務省は報復措置として英帝国内の異なる場所にいる10人の日本人の逮捕を提案し、内閣の承認を取り付けると、翌日以降各地で日本人が逮捕・拘束された。
- 8月2日、ラングーン（ヤンゴン）で日本人の歯科医「こくぶしょうぞう」（50歳男性）が逮捕された[28]。
- 8月3日、ロンドンで三菱商事ロンドン支店長・槙原覚と三井物産ロンドン支店の支店長代理・田邊俊介の日本人2人が国防規制違反容疑で逮捕された[29]。
- 8月4日、シンガポールで、東方通信社（Eastern News Agency）の主筆、小林猪四郎（いしろう）が警察に逮捕され[27][30]、また南洋倉庫[注釈 12]の従業員の台湾人1人に国外追放命令が出された[30][注釈 13]。
- 上記のほか、8月5日までに、香港で「山口商店」の経営者・「山口げつろう」、ラングーンで日本人2人（日本産業協会の「おおば」某、男性、Hata&Co.の「ふりはた」某、男性）が逮捕された[31]。
- 8月5日に、コックスの事件に先立って、7月10日・13日にそれぞれロンドンで逮捕されていた、台湾銀行社員の「江口たかゆき」とドイツ生まれの日本人画家の妻・ミリー（Milley）吉井の2人[注釈 14]が国外追放された[32]。

英内閣は外交官や軍人など「重要な地位」にある人物の逮捕は許可しないよう注意を促していたため、外交官や軍人の逮捕は避けられていた。

### 英国人の一部釈放
8月5日までに、日本の憲兵隊に逮捕された英国人14人のうち、コックスを除いて7人が解放され、拘留中の英国人は6人となった。
- 7月31日に、神戸で逮捕されたホルダーとジョナスが解放され、同日から8月1日にかけて、神戸で逮捕されたE.J.プライスと大阪で逮捕されたH.M.マクノートンの解放が確認された[26]。
- 8月1日にはイーリィと大阪で逮捕されたドラモンドが解放された[35]。
- 8月4日には神戸で逮捕されたE.W.ジェームズが釈放された[34]。

7日にクレイギー駐日英国大使は松岡外相と会談して、日本における英国人の逮捕と、英国における日本人の逮捕について意見交換した。松岡は後刻、内閣に英国大使から連絡を受けた内容を報告した。

### 日本人の釈放
8月5日に報復措置の結果が英本国の内閣に報告され、英外務省は、日本で拘置されている英国人が7人となったため、逮捕した日本人の一部を解放してよい、との見解を示した。
- 同日、ロンドンで逮捕された日本人2人のうち槙原覚が証拠不十分だとして釈放された[37][38]。
- ラングーンで逮捕された「こくぶしょうぞう」は、1週間ほど中央刑務所に拘置された後、尋問を受けることなく、8月8日に国外追放になり、シンガポールに連行されて日本郵船の神戸行きの船に乗船し、日本に帰国した[28][注釈 16]。

8月に逮捕された日本人は、拘置期間が過ぎるとそのまま釈放されたり、国外追放になったりした。
- 9月12日に、ロンドンで逮捕された田邊俊介が釈放された[39]。
- 9月21日に、シンガポールで逮捕された小林猪四郎は7週間の拘束の後に釈放され、東方通信社の業務に復帰した[40][27]。
- 10月30日に、香港で逮捕された山口げつろうがロンドンからの指示により解放された[41]。

### 残る英国人の拘留
1940年10月1日に、日本の司法省は、7月27日のスパイ容疑者検挙事件に関連して日本で拘束された在留英国人15人のうち、10人が起訴され、うち7人が軍機保護法違反などにより有罪となり、ほかに5人を取り調べ中と発表した。このほかに日本人1人が在留英国人を支援したとして起訴され、日本人女性1人と日本人男性数被人が取調べのため拘束された。
同月2日、駐日英国大使館は、7人の英国人の刑罰が確定したと発表し、J.H.ジェームズは裁判なしで罰金500円、E.W.ジェームズとマクノートンおよびドラモンドは裁判なしで罰金200円、マイケル・リンガーは4年間の執行猶予付の禁固14ヵ月、ヴァーニャ・リンガーは罰金150円と4年間の執行猶予付の禁固18ヵ月、T.トラフォードは無罪となった。
7人は、執行猶予付となった2人も含めて全員が、裁判の終結に先立って日本から出国していた。
他の3人はなお取調中とされた。

## 背景と影響

### 親独伊派の策動
日本国内では、1939年の平沼内閣の五相会議以来、日・独・伊の枢軸を強化しようとする板垣陸相ら枢軸派・親独伊派と重臣・宮中・海軍・三菱に代表される親英派が対立し、陸軍は親英派を現状維持派だと批判して、英米の思想文化・自由主義を追放し、排英運動・国内革新運動を進めて戦時体制を強化することを主張していた。
1940年6月のフランスの陥落直後に、日本政府はドイツに、ドイツとイタリアとの政治的関係強化の意向を伝え、ドイツはこれに対して、日本に英国との協調関係の放棄を提案していた。ドイツの狙いは、日本に極東で英米との戦争を起こさせ、米国が欧州で英国を支援できないようにすることにあると見られていた。
英国人10余人の一斉逮捕は、陸軍など日本国内の反英派・過激派勢力が、ドイツの対英政策を受け入れ、対独戦による英国の劣勢に乗じて国内の親英派を攻撃し、英国を挑発するために引き起こした事件とみられていた。
リンガー兄弟が逮捕された下関・長崎では、憲兵隊が瓜生商会の日本人従業員全員を尋問のために拘留し、調査のために事務記録の多くを没収、また日本人従業員全員が同商会との関係を絶つように忠告された。

### スパイ熱
大谷 (1957, pp. 78–80)は、コックス事件による当初の検挙者数を東京憲兵隊2人、大阪憲兵隊1人の計3人とした上で、コックスらを逮捕した理由について、1940年1月頃から特高課外事班が駐日外国人10数名をスパイ容疑者として偵諜しており、このうち英国人2人について軍事機密事項をスパイしている容疑が固まったために検挙したのであり、特に排英のために英国人を検挙したわけではなく、結果として国内の親独伊派の排英・防諜意識高揚を助長することになっただけだ、としている。
当時の日本国内では事件は「東京憲兵隊が英国の諜報網を弾圧した」として新聞で大きく取り上げられ、国民の防諜思想を喚起し、英国人スパイの国内活動を宣伝することになり、陸軍が推進していた反英・防諜思想の普及に助力する結果となった。7月29日の発表時に、陸軍省の報道官は、日本国民に対して、スパイ活動に惑わされないようにするため、国家や軍の機密事項を話さないようにと呼びかけた。
事件当時の『長崎日日新聞』は、スパイ事件を摘発した警察当局を賞賛し、英国による日本人拘留に怒りを表し、読者に外国人に注意するよう呼びかけていた。

### 排英運動の高揚
1940年8月初に行われた、在日英国人の一斉検挙に対する英国の報復措置に関して、日本の新聞各紙は、駐英大使の召還、英国との国交断絶など、強硬手段に出るべきだとの論調で伝えた。
事件後の1940年8月上旬には、日本各地で英国の日本人逮捕に抗議し、日本政府に強硬な対抗措置を求める大衆集会が開かれた。
- 東京では「巨大反英集会」への参加と、集会後、駐日英国大使館の前で抗議のデモ行進をすることを呼びかけるビラやポスターが配布された[55][注釈 24]。
- 大阪では、英国領事館が警察にデモに対する警備を依頼したが断わられ、愛国団体が大阪領事館で働く日本人通訳に辞職するよう「勧告」したことが新聞で報道された[55]。
- 下関では、1940年8月5日に、逮捕されたリンガー兄弟の父で、瓜生商会の支配人であり、下関英国領事代理を務めていたシドニー・リンガーに、東方会下関支部準備会・大日本青年党下関準備会および政治体制強化青年同盟の3団体から、英国が中国で日本の「聖戦」を妨害していることを非難し、日本国内の英国大使館・領事館での策動をやめ、瓜生商会を解散し、私宅を引き払うよう求める手紙が送られた[56]。

### 排日運動の高揚
英国の新聞の中には、日本の行動に対して強い論調で自殺とされたコックスの死について徹底した調査を主張し、ビルマの援蒋ルートの再開などの報復措置を提案する記事もあった。
大谷 (1957, pp. 93–94)によると、「コックス夫人が『夫が殺された』と大声でわめいていた」ことから英米のメディアは「コックスは憲兵隊によって殺害された」との論調で事件を報道し、戦後進駐軍が憲兵司令部を接収した際にも「ここでかつてジェームズ・コックスが殺害された」旨の言及があった。